# マルチンゲール
マルチンゲール（英語: martingale）とは、確率論において、確率過程の性質の一つであり、過去の情報に制限して計算した期待値と未来の期待値が同一になる性質である。
この性質は公平な賭け事を行っているときの持ち金の変遷に現れるものだと考えられており、マルチンゲールという名前も賭けにおける戦略（マルチンゲール法）からとられたものである。
数学的には、情報というのは情報増大系{Ft}であたえられ、未来における期待値はこの情報による条件付期待値となる。

## 数学的定義
定義は連続時間の場合と離散時間の場合で多少異なっている。

### 連続時間マルチンゲールの定義
時刻の集合はT= [0, ∞) とし、情報増大系{Ft}t ∈ Tが与えられたとき、
実数値連続時間確率過程 Xt, t ∈ T がマルチンゲールであるとは
- 任意の時刻 t について Xt は Ft可測
- 任意の時刻 t について Xt は可積分
- 任意の時刻 t > s について E[Xt|Fs]=Xs

が成立することである。

### 離散時間マルチンゲールの定義
時刻の集合はT= {1,2,3,…} とし、情報増大系{Fn}n ∈ Tが与えられたとき、
実数値離散時間確率過程 Xn, n ∈ T がマルチンゲールであるとは
- 任意の時刻 n について Xn は Fn可測
- 任意の時刻 n について Xn は可積分
- 任意の時刻 n について E[Xn+1|Fn]=Xn

が成立することである。
定義において、最初の要請は Xt が Ft より多くの情報を与えないために必要であり、二番目の要請は条件付期待値が定義できるために必要であり、三番目の要請でこの確率過程が公平な賭けであることを特徴付けている。

## 例
離散時間マルチンゲールの例を挙げる。偏りのないコインを投げ続けたときの n 回目の結果を Xn と書くことにする。ただし、コインが表の場合は 1 で裏の場合は -1 と定める。
情報増大系については、この X 以外に情報を与えるものはないとする。すなわち Fn を
{\displaystyle {\mathcal {F}}_{n}:=\sigma (X_{1},X_{2},\dots ,X_{n})}
と定める。このとき、まず X 自身がマルチンゲールとなる。さらにその和
{\displaystyle S_{n}:=\sum _{i=1}^{n}X_{i}}
もマルチンゲールとなる。この Sn はコインの表に毎回1円を賭け続けたときの n 回目での持ち金を表しているといえる。もう少し複雑な賭けの戦略をとって、次の賭け金を現在の持ち金の関数になるようにしたとする。T0を初期資金として、
{\displaystyle T_{n}:=T_{n-1}+f(T_{n-1})X_{n}}
の場合もやはり Tn はマルチンゲールとなる。このように戦略を変更することを、マルチンゲール変換 と呼ぶが、通常実行可能な戦略によるマルチンゲール変換によって得られる確率過程もマルチンゲールになることが知られている。

## 停止時刻
停止時刻(マルコフ時刻、stopping time、Markov time 等ともいう)は賭けをやめる時刻を数学的に定式化したものである。未来に起きる賭けの結果を知ってからやめることはできないが、過去に起きたことなら停止時刻に反映してもよいはずである。例えば、コイン投げに関係なさそうな「さっきカラスが鳴いたからやめる」というようなものも停止時刻でありうる。
数学的には T ∪ {∞ } に値をとる確率変数 τ が停止時刻であるとは
- 任意の時刻 t ∈ T にたいして、{τ ≤ t } ∈ Ft

を満たすことである。これは、現在ちょうど停止時刻であるかまたは過去に停止時刻があったかどうかは現在得られる情報であるという意味である。

### 任意抽出定理
ここでは離散時刻の任意抽出定理を解説する。
σ , τ を σ ≦ τ を満たす停止時刻とする。また、Yτ ∧n  を一様可積分な劣マルチンゲールとする。この時、
{\displaystyle E(Y_{\sigma })\leq E(Y_{\tau })}
であり、かつ
{\displaystyle Y_{\sigma }\leq E(Y_{\tau }|{\mathcal {F}}_{\sigma })}
が成立する。これを任意抽出定理という。
ここで τ ∧ n は min(τ, n) を意味する。